# 3e division de cavalerie (Reichswehr)
Pour les articles homonymes, voir 3e division.
La 3e division de Cavalerie (en allemand : 3. Kavalleriedivision) est une des divisions de Cavalerie  de la Reichswehr de la République de Weimar dans la période entre-deux-guerres, disparue en octobre 1934.

## Création
Dans l'ordonnance du 31 juillet 1920 pour la réduction de l'armée (pour se conformer à la limite supérieure de la taille de l'armée contenues dans le traité de Versailles), il a été déterminé que, dans tous les Wehrkreis (district militaire), une division serait établi le 1er octobre 1920.
La 3e division de Cavalerie a été créée en janvier 1920.
La Division de Cavalerie se compose de:
- 6 régiments de cavalerie

L'unité a cessé d'exister en tant que tels, fin octobre 1934, et ses unités subordonnées ont été transférés à l'une des 21 divisions nouvellement créé cette année-là.

## Commandants
| Grade                  | Nom                        | Début             | Fin               |
| ---------------------- | -------------------------- | ----------------- | ----------------- |
| Generalleutnant        | Heinrich von Hofmann       | 1er juin 1920     | 1er octobre 1920  |
| Generalleutnant        | Johannes Koch              | 1er octobre 1920  | 16 juin 1921      |
| Generalleutnant        | Eginhard Eschborn          | 16 juin 1921      | 30 septembre 1923 |
| General der Kavallerie | Paul Hasse                 | 1er octobre 1923  | 28 février 1926   |
| Generalleutnant        | Hans von Viereck           | 1er mars 1926     | 1er mars 1929     |
| Generalleutnant        | Curt Freiherr von Gienanth | 1er mars 1929     | 1er novembre 1931 |
| Generalmajor           | Wilhelm Knochenhauer       | 1er novembre 1931 | 1er décembre 1933 |

## Organisation

### Subordination
La 3e division de Cavalerie est rattachée au Gruppenkommando 2 / Wehrkreiskommando VI

### Ordre de bataille
- 13.(Preußisches) Reiter-Regiment
- 14.Reiter-Regiment
- 15.Reiter-Regiment
- 16.Reiter-Regiment
- 17.(Bayerisches) Reiter-Regiment
- 18.(Sächisches) Reiter-Regiment

## Annexe